# Campeonato Mundial de Esgrima de 1988
El LI Campeonato Mundial de Esgrima se celebró en Orleans (Francia) entre el 1 y el 3 de julio de 1988 bajo la organización de la Federación Internacional de Esgrima (FIE) y la Federación Francesa de Esgrima.
Sólo se realizaron competiciones en las disciplinas que ese año no formaron parte del programa de los correspondientes Juegos Olímpicos.

## Medallistas

### Femenino
| Evento             | Oro                                                                                | Plata                                                                                                | Bronce                                                                                          |
| ------------------ | ---------------------------------------------------------------------------------- | --- | ----------------------------------------------------------------------------------------------- |
| Espada individual  | Brigitte Benon Francia                                                             | Sophie Moressée-Pichot Francia                                                                       | Ninni Eglén · Suecia                                                                            |
| Espada por equipos | Ute Schäper Carmen Engert Sabine Krapf Renate Riebandt-Kaspar Eva-Maria Ittner RFA | Brigitte Benon Sophie Moressée-Pichot Valérie Devaux Nathalie Devillers Jacqueline Rodenbach Francia | Saba Amendolara · Alessandra Anglesio · Cecilia Salvioli · Elisa Uga · Natalie Vezzali · Italia |

## Medallero
| Núm. | País    | Oro | Plata | Bronce | Total |
| ---- | ------- | --- | ----- | ------ | ----- |
| 1    | Francia | 1   | 2     | 0      | 3     |
| 2    | RFA     | 1   | 0     | 0      | 1     |
| 3    | Italia  | 0   | 0     | 1      | 1     |
| 3    | Suecia  | 0   | 0     | 1      | 1     |
|      | TOTAL   | 2   | 2     | 2      | 6     |